# Nat King Cole & Me
Nat King Cole & Me è il quinto album in studio del musicista statunitense Gregory Porter, pubblicato nel 2017. 
Si tratta di un album tributo a Nat King Cole.

## Tracce
1. Mona Lisa – 4:19 (Jay Livingston, Ray Evans)
2. Smile – 4:18 (Charles Chaplin, Geoffrey Parsons, John Turner)
3. Nature Boy – 3:45 (Eden Ahbez)
4. L-O-V-E – 2:09 (Bert Kaempfert, Milt Gabler)
5. Quizas, Quizas, Quizas – 4:31 (Osvaldo Farrés)
6. Miss Otis Regrets – 4:31 (Cole Porter)
7. Pick Yourself Up – 3:12 (Dorothy Fields, Jerome Kern)
8. When Love Was King – 7:44 (Gregory Porter)
9. The Lonely One – 4:34 (Lenny Hambro, Roberta Heller)
10. Ballerina – 2:54 (Bob Russell, Carl Sigman)
11. I Wonder Who My Daddy Is – 3:48 (Gladys Shelley)
12. The Christmas Song – 3:46 (Mel Tormé, Robert Wells)

Tracce Bonus Edizione Deluxe
1. But Beautiful – 4:33 (Jimmy Van Heusen, Johnny Burke)
2. Sweet Lorraine – 3:36 (Cliff Burwell, Mitchell Parish)
3. For All We Know – 5:33 (J. Fred Coots, Sam M. Lewis)
4. The Christmas Song – 3:46 (Mel Tormé, Robert Wells)

## Formazione
- Gregory Porter – voce
- Terence Blanchard – tromba (tracce 4 e 15)
- Christian Sands – piano
- Reuben Rogers – basso
- Ulysses Owens – batteria
- Vince Mendoza – arrangiamenti